# ألكة إيرلندية
الألكة الإيرلندية (الاسم العلمي: Megaloceros giganteus)، أو الأيل الأيرلندي أو الأيل الأيرلندي العملاق (بالإنجليزية: Irish giant deer) ، وهو نوع مُنقرض من الأيائل من جنس الأقرن، وهي واحدة من أكبر الأيائل التي كانت تعيش على الإطلاق. ومجموعتها تمتد عبر أوراسيا، من ايرلندا إلى شمال آسيا وأفريقيا. تم تأريخ أحدث بقايا من هذا النوع بالكربون المشع إلى حوالي 7700 عام في غرب روسيا. قرونه، التي يمكن أن يصل عرضها إلى 3.5 متر (11 قدمًا) هي الأكبر من بين الأيائل المعروفة. لا يرتبط ارتباطًا وثيقًا بأياً من الأنواع الحية التي تسمى أيائل، ومن المتفق عليه على نطاق واسع أن أقرب أقاربه الأحياء هو الأيل الأسمر.

## الموطن
كان للأيل الأيرلندي على نطاق واسع، يمتد من المحيط الأطلسي في الغرب إلى بحيرة بايكال في الشرق. لا يبدو أن الأيل الأيرلندي قد امتد شمالاً إلى السهوب العملاقة المفتوحة في سيبيريا، بل ظل متمسكًا ببيئات السهوب الشمالية والغابات، والتي تتكون من أشجار التنوب والصنوبر المتناثرة، بالإضافة إلى الأعشاب ووالحشائش السعدية بما في ذلك عنب البحر والشيح والزعرور. يبدو أن هذا النوع كان يتمتع بدرجة من المرونة البيئية، حيث كان موجودًا خلال فترات ما بين الجليدية قبل العصر الهولوسيني في بيئات الغابات المعتدلة في أوروبا. خلال هذه الأوقات، كان للنوع عمومًا قرون أقل عرضًا مما كانت عليه خلال الفترات الجليدية، ربما تكيف للتحرك عبر البيئات الحرجية.

## الانقراض
تاريخيًا، يُعزى انقراضها إلى حجم قرونها الثقيل، وهو "سوء تكيف" الذي يجعل الهروب عبر الغابات صعبًا بشكل خاص للذكور أثناء مطاردتهم من قبل الصيادين البشر، أو لكونها مرهقة للغاية عندما يكون الغطاء النباتي قد تحور. ومن الممكن أن يُسهم الانتقاء الجنسي من قبل الإناث للذكور ذات القرون الكبيرة في الانحدار. ومع ذلك، انخفض حجم القرون خلال العصر البلستوسيني المتأخر وحتى الهولوسين، وبالتالي قد لا يكون السبب الرئيسي للانقراض. يرتبط انخفاض كثافة الغابات في العصر البلستوسيني المتأخر ونقص العلف عالي الجودة بانخفاض حجم الجسم والقرون. ربما أدى هذا التضييق في الموارد إلى خفض معدلات الخصوبة لدى الإناث إلى النصف. ربما أجبر الصيد البشري للأيائل الأيرلندية اللجوء إلى مناطق تغذية دون المستوى الأمثل.

## وصلات خارجية
- "Extinct Giant Deer Survived Ice Age, Study Says". N.Geographic. مؤرشف من الأصل في 2017-03-14.
- "CGI picture from "Walking with Beasts"". Discovery Channel. مؤرشف من الأصل في 2012-10-07. اطلع عليه بتاريخ 2006-02-14.
- "Megaloceros, Irish elk, Giant deer". BBC. مؤرشف من الأصل في 2009-02-22. اطلع عليه بتاريخ 2005-10-25.
- "The Case of the Irish Elk". University of California at Berkeley. مؤرشف من الأصل في 2019-09-21. اطلع عليه بتاريخ 2005-10-25.